# Casa Santiveri
Casa Santiveri és una empresa de productes de dietètica i alimentació natural, fundada el 1885 al carrer del Call de Barcelona.

## Història
El comerciant tèxtil Jaume Santiveri i Piniés (1861-1938), natural de Benavarri i propietari d'una camiseria al carrer del Call, 20 de Barcelona, va enmalaltir de tuberculosi i va acudir al sanatori de l'abat Sebastian Kneipp a Bad Wörishofen (Alemanya), on passà sis mesos fent cures d'aigua, fent passejades a l'aire lliure per oxigenar els pulmons i prenent brous vegetals, plantes medicinals i fent una dieta gairebé vegetariana. En tornar a Barcelona, ja totalment curat, va decidir convertir-se en un distribuïdor dels productes naturals que utilitzava Kneipp, majoritàriament importats d'Alemanya: farines d'os o pols blanca per combatre la debilitat nerviosa i el raquitisme, ungüents oftàlmics, purgants, tisanes, tela de lli per a les embolcalls, regadores i altres estris per a la hidroteràpia, etc. El 1893, va haver d'obrir un altre establiment al número 22, anomenat farmàcia Kneipp, ja que les autoritats sanitàries del moment així li ho van exigir.
El primer producte estrella, molt popular en aquell temps, va ser la Malta Kneipp, un succedani del cafè que s'elaborava a base de grans d'ordi germinats i torrats, a més dels cubets de brou Vigor. El 1914, en esclatar la Primera Guerra Mundial, es van suspendre les importacions i Santiveri va haver de crear la seva pròpia marca, Malta Natura, que va començar a produir a la fàbrica que va construir a l'actual barri de la Marina del Prat Vermell, on va crear una colònia industrial, un grup de cases anomenada Colònia Santiveri. Amb el temps, aquesta arribaria a tenir el seu propi equip de futbol, que acabaria fusionant-se amb el Club Atlètic Ibèria. Aquesta continuïtat i bona relació amb el barri va ser reconeguda amb l'atorgament el 2005 d'una Medalla d'Honor de l'Ajuntament de Barcelona.
A la mort del fundador l'any 1938, el negoci passà a mans del seu fill Santiago Santiveri i Margarit.